# 若昂特韋斯

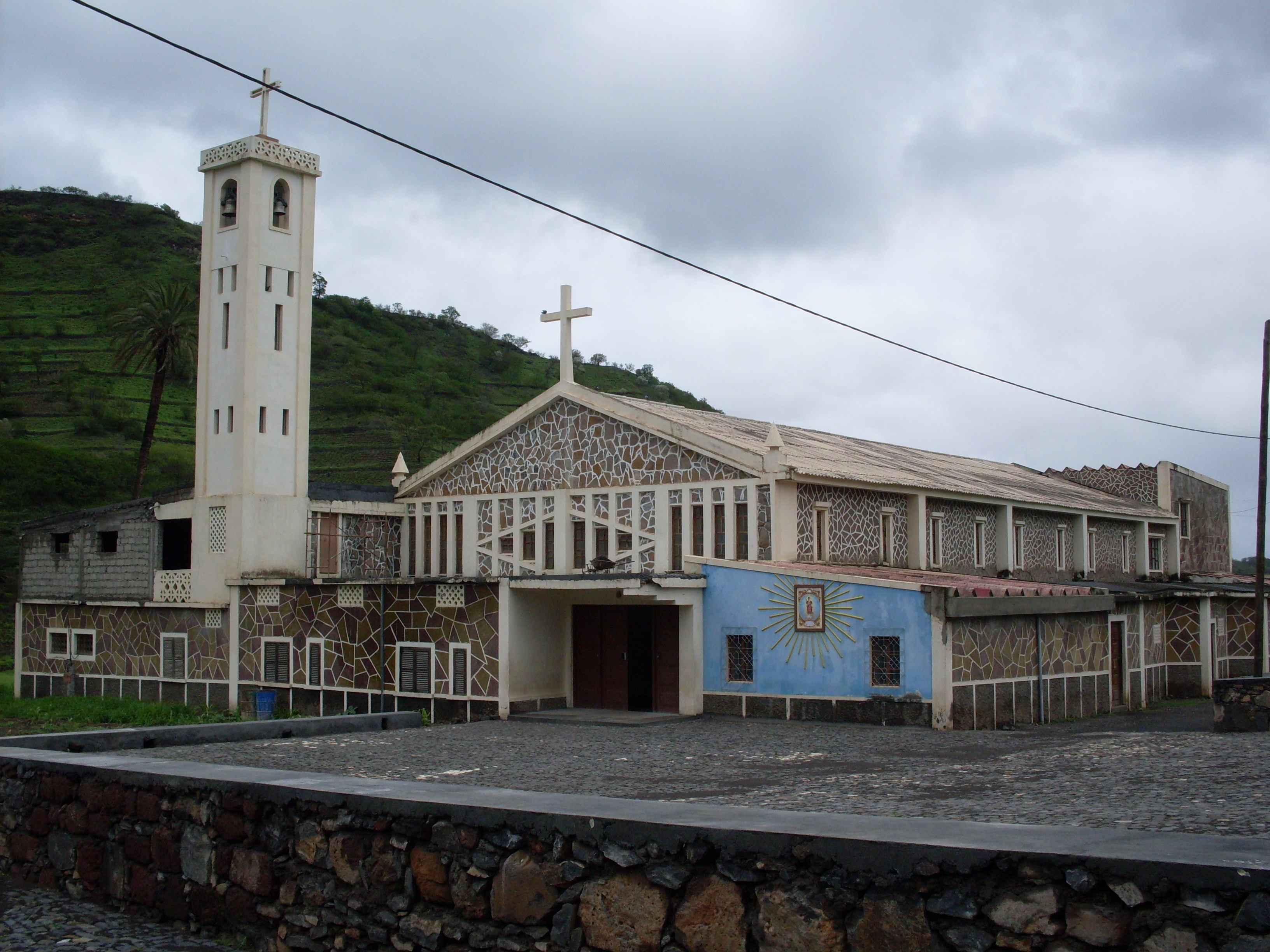
若昂特韋斯一景

若昂特維斯是佛得角聖地牙哥島中部的一個城市，聖洛倫索縣首府，位於首都普拉亞西北19公里 ，位於普拉亞至阿索馬達（EN1-ST01）國道上。